# 김나율
김나율(개명 전: 김혜진, 1983년 12월 16일 ~ )은 한국의 여자 성우다. 대원방송 성우극회 소속 2010년 대원방송 성우극회 공채 2기로 입사했다. 2013년 3월 29일부터 김나율이라는 이름을 사용하고 있다.

## 출연 작품

### 애니메이션
- SD건담 삼국전 (대원방송) - 육손 제타플러스
- 가면라이더 더블 - 슈라우드 (코다 나오코) / 마리나 / 차지우 / 백세연 / 수희
- 가면라이더 디케이드 (대원방송) - 코타로, 마이, 하루카
- 달의 요정 세일러문 (대원방송) - 세일러 우라누스, 데이지 (사쿠라다 하루나) 선생
- 드래곤볼 카이 (대원방송) - 오룡, 피자
- 디노의 신나는 몸속여행, 지구여행 (대원방송) - 아델
- 디지몬 크로스워즈 (대원방송) - 삼장몬, 모니터몬 2
- 매일엄마 (SBS, 대원방송) - 개인, 대지
- 몬스터 버스터 클럽 (대원방송) - 교장, 스피드
- 알쏭달쏭 수수께끼 (대원방송) - 힐다
- 오소마츠 6쌍둥이 - 도부스
- 미라클 체인지 퍼펙트 반장 (대원방송) - 지은, 지원, 정화, 나오미 엄마
- 유희왕 5D's (대원방송) - 크리스
- 유희왕 ZEXAL - 사기준 / 디게이저 / 드로와
- 뱀파이어 프린세스 (애니박스) - 네라
- 블루 드래곤 : 천계의 7룡 (대원방송) - 노이
- 소년탐정 김전일 Original (대원방송) - 토마, 크리스, 타테하, 치카미야
- 신령사냥 (애니박스) - 케이
- 오토 비 굿 - 마리아
- 우리들이 있었다 (애니박스) - 미즈구치
- 원피스 Original (챔프) - 알비다, 쿠이나, 벨메일, 미스 발렌타인, 미스 먼데이
- 원피스 New 홀케이크 아일랜드 편 (애니원) - 빈스모크 레이주
- 킹라이온 볼트론 포스 - 빈스
- 트로피컬 루즈! 프리큐어 - 강해라(큐어 선샤인)
- 페어리 테일 (대원방송) - 로메오, 쉐리, 리사나
- 포켓몬스터 XY (투니버스) - 네네
- 포켓몬스터 (재능TV) - 운향
- 프레시 프리큐어! (대원방송) - 나현 엄마 (아오노 레미), 레드링, 줄리안느
- 하트캐치 프리큐어! (대원방송) - 강해라(큐어 선샤인)
- 해파리 공주 (애니박스) - 지지
- 붕붕카 라주 - 바비, 아니타
- 엉뚱발랄 재키캣 (애니원)
- 괴도 조커 (카툰네트워크) - 다우트
- 달의 요정 세일러문 S (대원방송) - 테리 (덴오 하루카) / 세일러 우라누스
- 달의 요정 세일러문 ST (대원방송) - 테리 (덴오 하루카) / 세일러 우라누스
- 반요 야샤히메 (애니원) - 세츠나
- 쉿! 내 친구는 빅파이브 - 빌리
- 또봇 V 2기 (KBS) - 보리
- 은하로 킥오프 (애니맥스) - 최미나
- Girl in the mirror (SBS)
- 도날드 덕 가족의 모험 (디즈니 채널)

### 영화 애니 더빙
- 극장판 Yes! 프리큐어5 - 다크 루즈
- 극장판 슬램덩크 (애니박스) - 이한나
- 바비 극장판 - 바비, 마담카프, 토미, 요정여왕, 쉬버
- 드래곤볼 극장판 신룡의 전설 (애니박스) - 오룡
- 짱구는 못말려 극장판: 태풍을 부르는 황금 스파이 대작전 - 라임
- 개구쟁이 스머프2 - 벡시 (크리스티나 리치)
- 슈퍼배드2
- 몬스터 대학교 - 피엔케이 멤버
- 에코 플래닛 3D: 지구 구출 특급 대작전
- 홈 : 팁
- 마이펫의 이중생활, 마이펫의 이중생활 2 - 케이티
- 씽2게더 - 누시
- 쿵푸팬더 4 - 젠
- 인사이드 아웃 2 - 부럽

### 특촬물
- 파워레인저 미라클포스 (대원방송) - 교수
- 파워레인저 캡틴포스 (챔프) - 왕민지 / 태영 / 미희 / 모모(오핑크)
- 돌아온 파워레인저 미라클포스 - 나유미
- 퓨어엔젤 미라클 매직 (투니버스) - 만다꼬

### 게임 더빙
- 리그오브레전드 - 아칼리
- 메이플스토리 - 여성 카인
- 쿠키런: 킹덤 - 호밀맛 쿠키
- 원신 - 마비카

### 영화 더빙
- 아이언 맨 3 - 할리 / 브란트
- 캡틴 아메리카: 윈터 솔져 - 쉴드 요원
- 토르: 라그나로크 - 발키리(테사 톰슨)
- 토르: 러브 앤 썬더 - 발키리(테사 톰슨)

### 광고 더빙
- 러시 앤 캐시
- 마켓오 리얼초콜릿
- 라이트 업
- 크레오신티
- 라이나 생명 보험
- 갤럭시 노트2 R
- 현대자동차 콘서트 R
- 쉐보레 R
- 키움증권R
- 골드클래스R
- 재규어R
- 건국우유R
- 스마트 학생복 바이럴
- 듀오
- 이츠카드
- 노머니
- 장안대학
- 인덕대학
- 공부짱
- 내추럴치클